# Henry Holiday
Henry Holiday (Londra, 17 giugno 1839 – Londra, 15 aprile 1927) è stato un artista inglese preraffaellita.

## Biografia

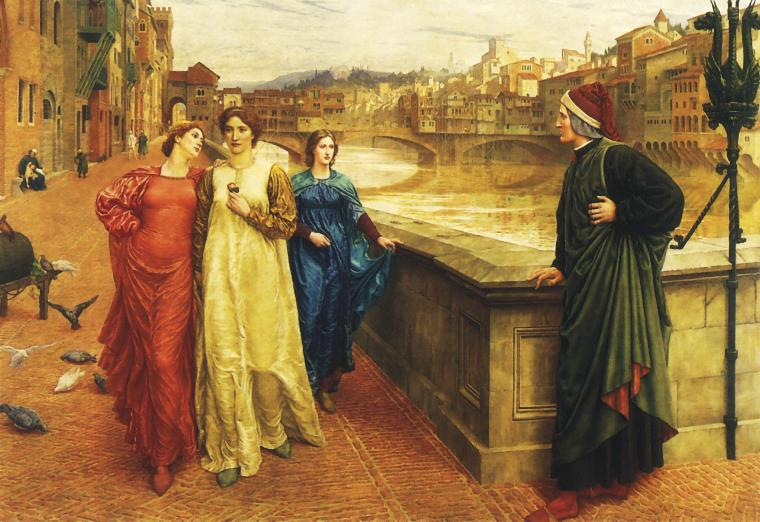
Dipinto di Holiday raffigurante l'incontro tra Dante Alighieri e Beatrice Portinari lungo le rive dell'Arno (olio su tela, 1883; Liverpool Walker Art Gallery).

Nel 1855, all'età di 16 anni, Holiday si recò nel Lake District, in Cumbria: fu il primo di una serie di viaggi in questa parte dell'Inghilterra, dove trascorreva spesso lunghi periodi di vacanza. Qui passava il tempo schizzando il panorama visibile dalle colline e dalle montagne; a questo proposito, ebbe a scrivere che nulla poteva eguagliare i laghi e i monti del Westmorland, del Cumberland e del Lancashire.
Holiday frequentò a lungo lo studio del pittore preraffaellita Edward Burne-Jones, la cui influenza è riscontrabile nei lavori dell'artista londinese: entrambi erano soliti discutere e scambiarsi reciproche opinioni a proposito delle proprie ricerche artistiche, il che li portò a raggiungere risultati simili nel campo della pittura.
Nel 1861, accettò di lavorare per la vetreria Powell’s Glass Works dove si sarebbe occupato della realizzazione di vetrate policrome: seguì oltre 300 progetti, per lo più destinati agli Stati Uniti. Nel 1891 lasciò il posto di dipendente per dedicarsi al lavoro in proprio con le vetrate.
Nel suo ambito di pittore, eccelse nelle decorazioni tessili; tra il 1874 e il 1876 illustrò La caccia allo Snark, un poemetto nonsense scritto da Lewis Carroll nel 1874.
La sua tela più celebre è Dante e Beatrice, presentata alla Grosvenor Gallery nel 1883 e attualmente conservata presso la Walker Art Gallery di Liverpool. L'opera, che raffigura un ideale incontro fra il poeta e la giovane Beatrice Portinari presso il Ponte Santa Trinita, fu realizzata dopo un soggiorno a Firenze, dove l'autore svolse meticolose ricerche per assicurarsi che l'ambientazione del dipinto fosse verosimile, spingendosi a realizzare addirittura dei modellini in argilla degli edifici restrostanti. In Italia l'opera divenne un'icona grazie alla riproduzione in numerose oleografie e cartoline e a una placchetta in antimonio, modellata dallo scultore Giuseppe Gambogi.
Morì il 15 aprile 1927, due anni dopo la moglie Kate.

## Illustrazioni tratte da La caccia allo Snark

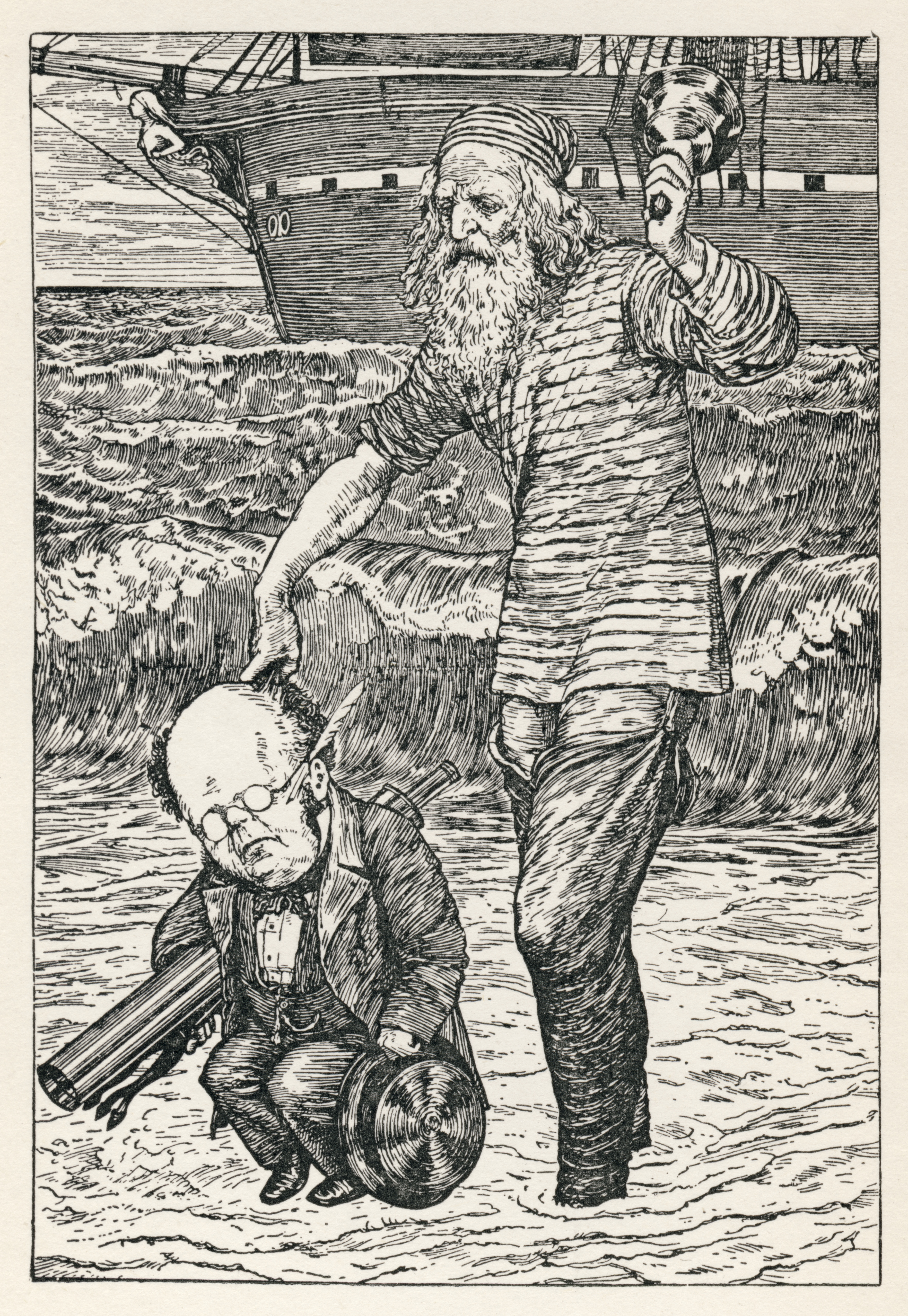
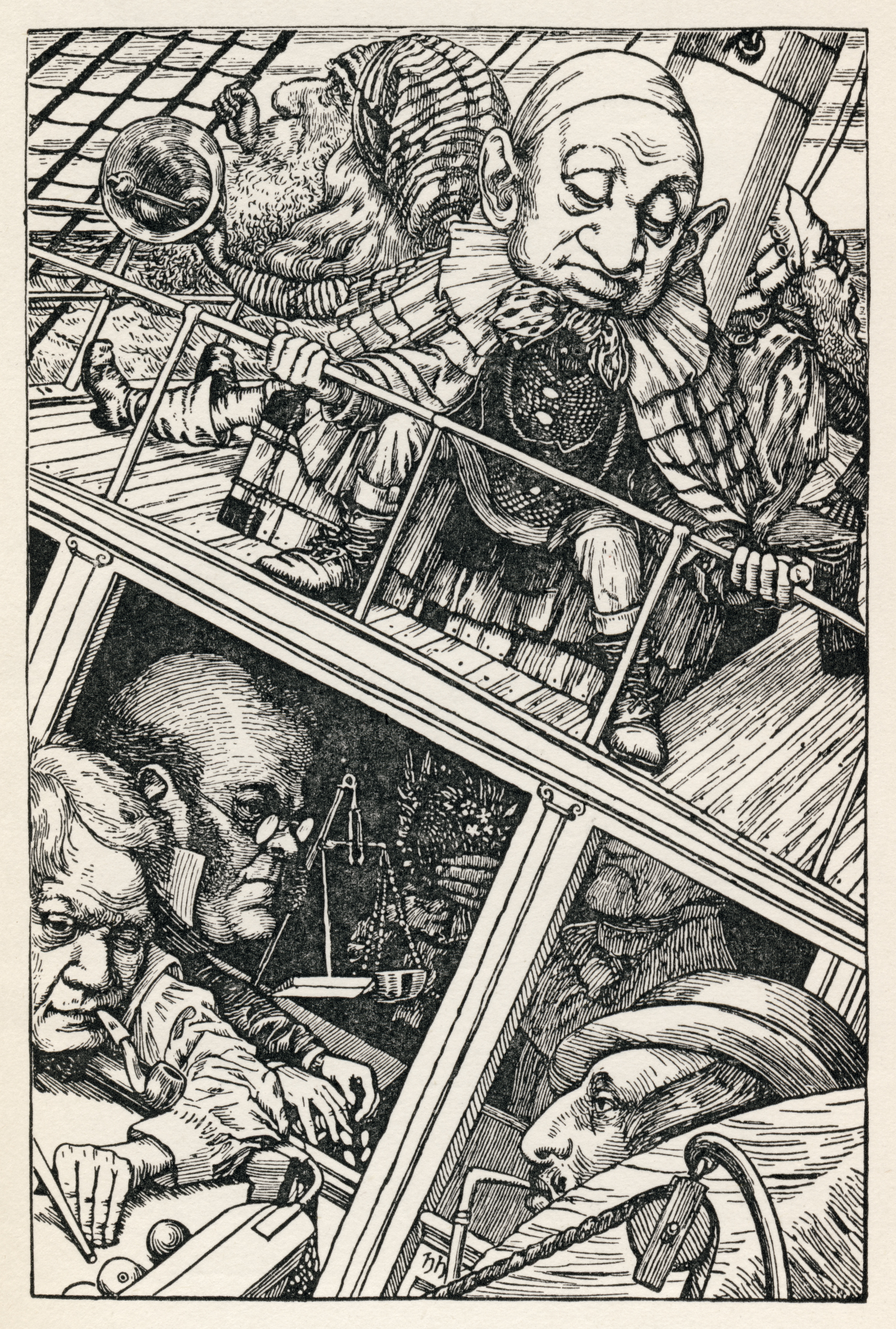
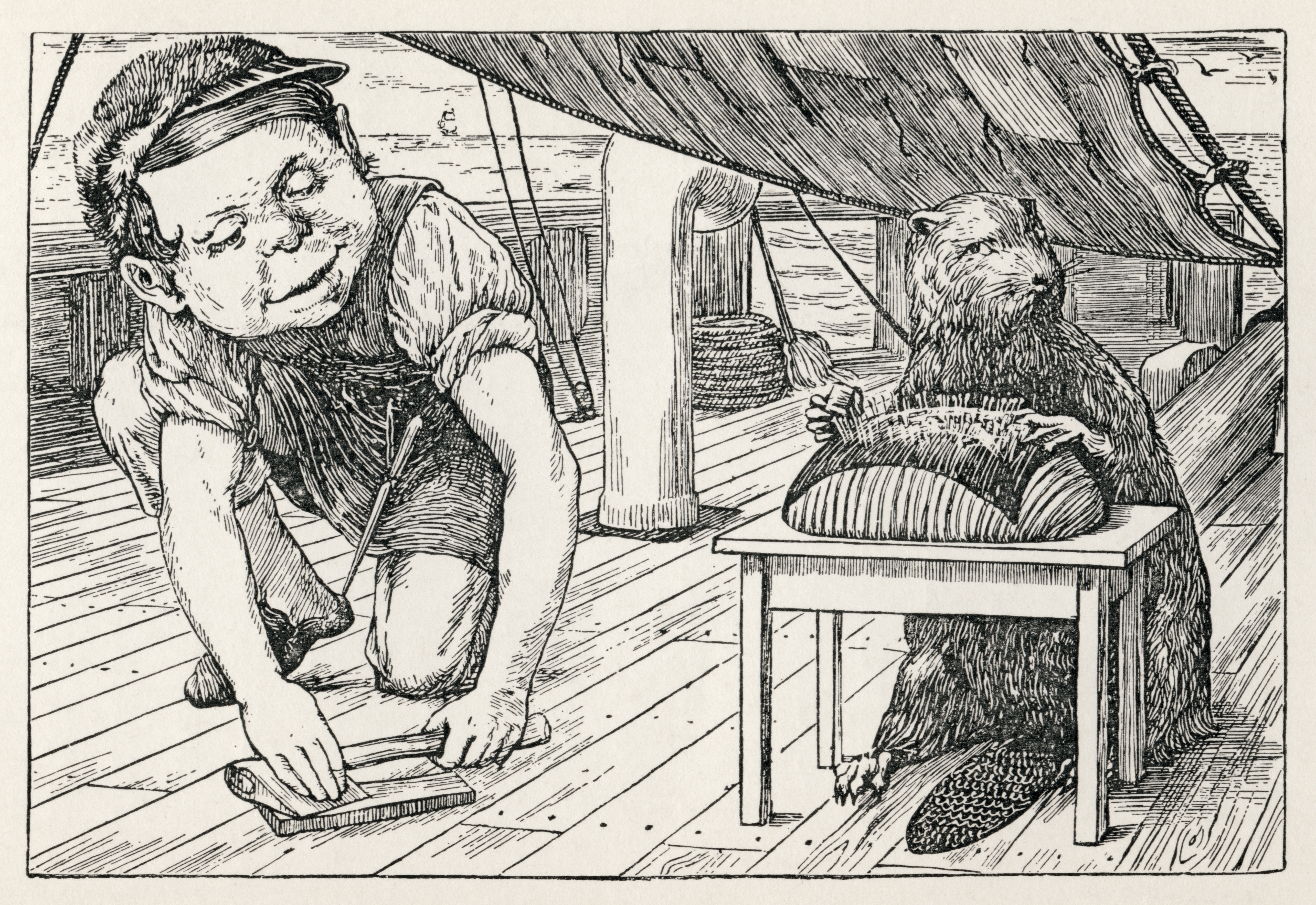
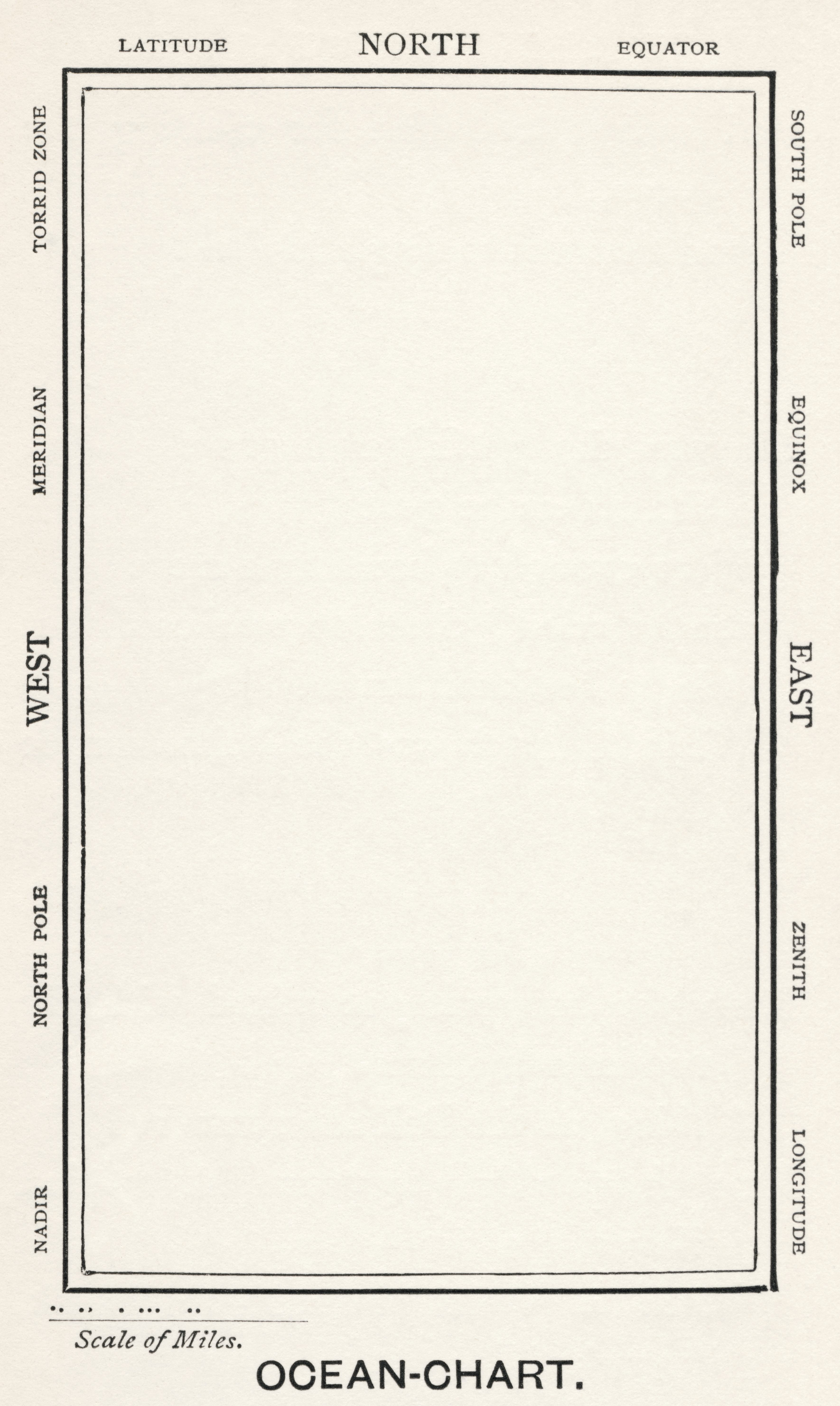
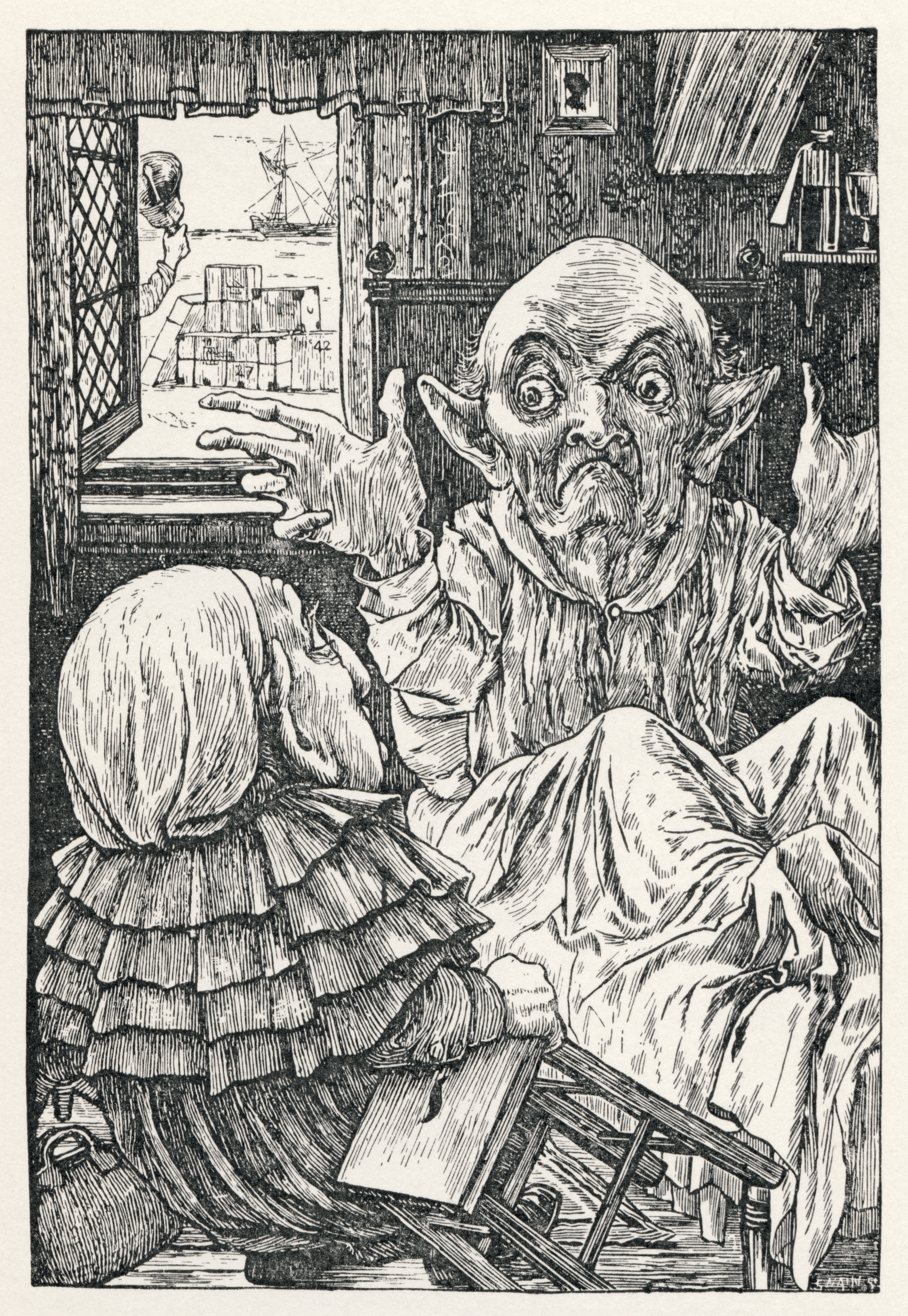
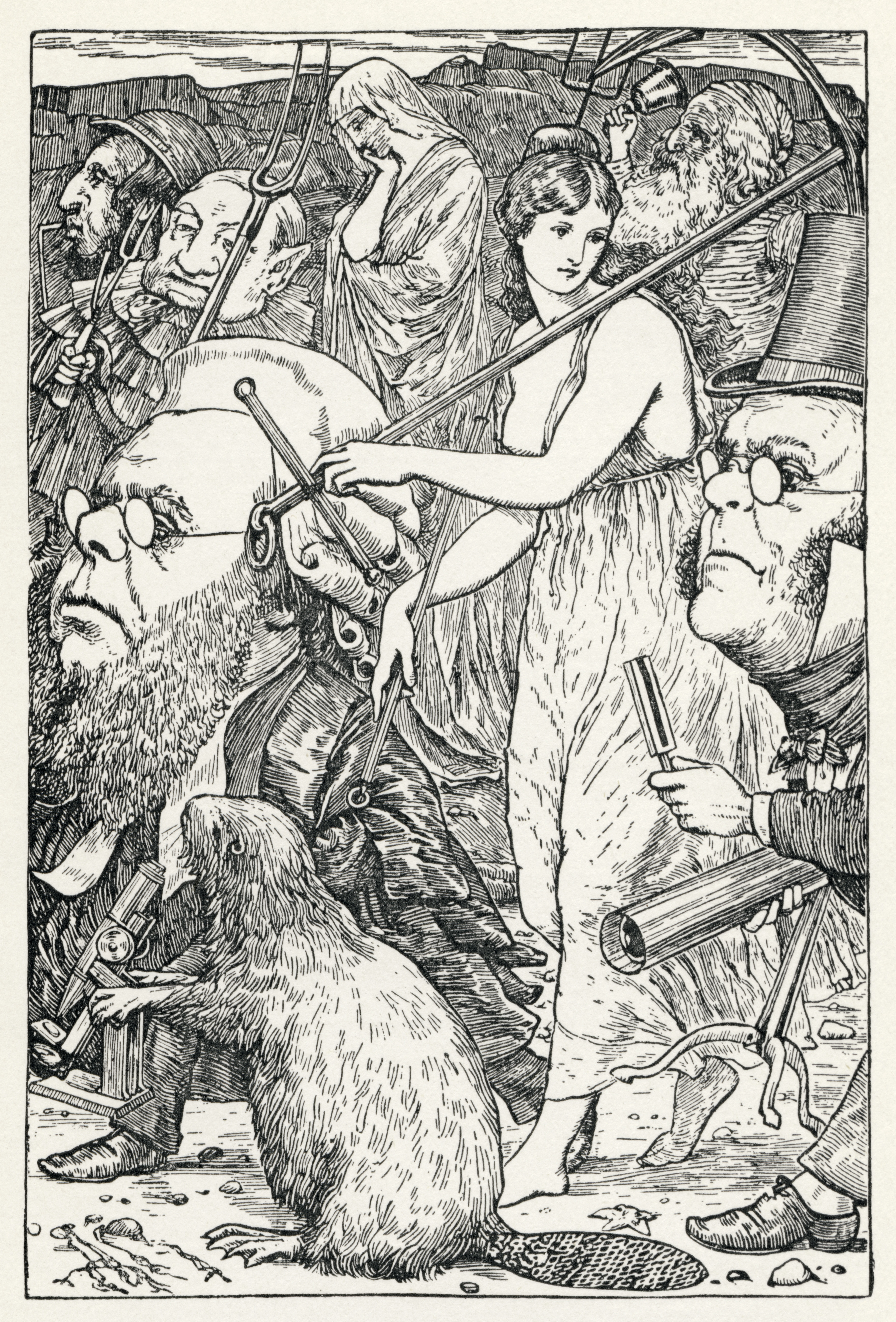
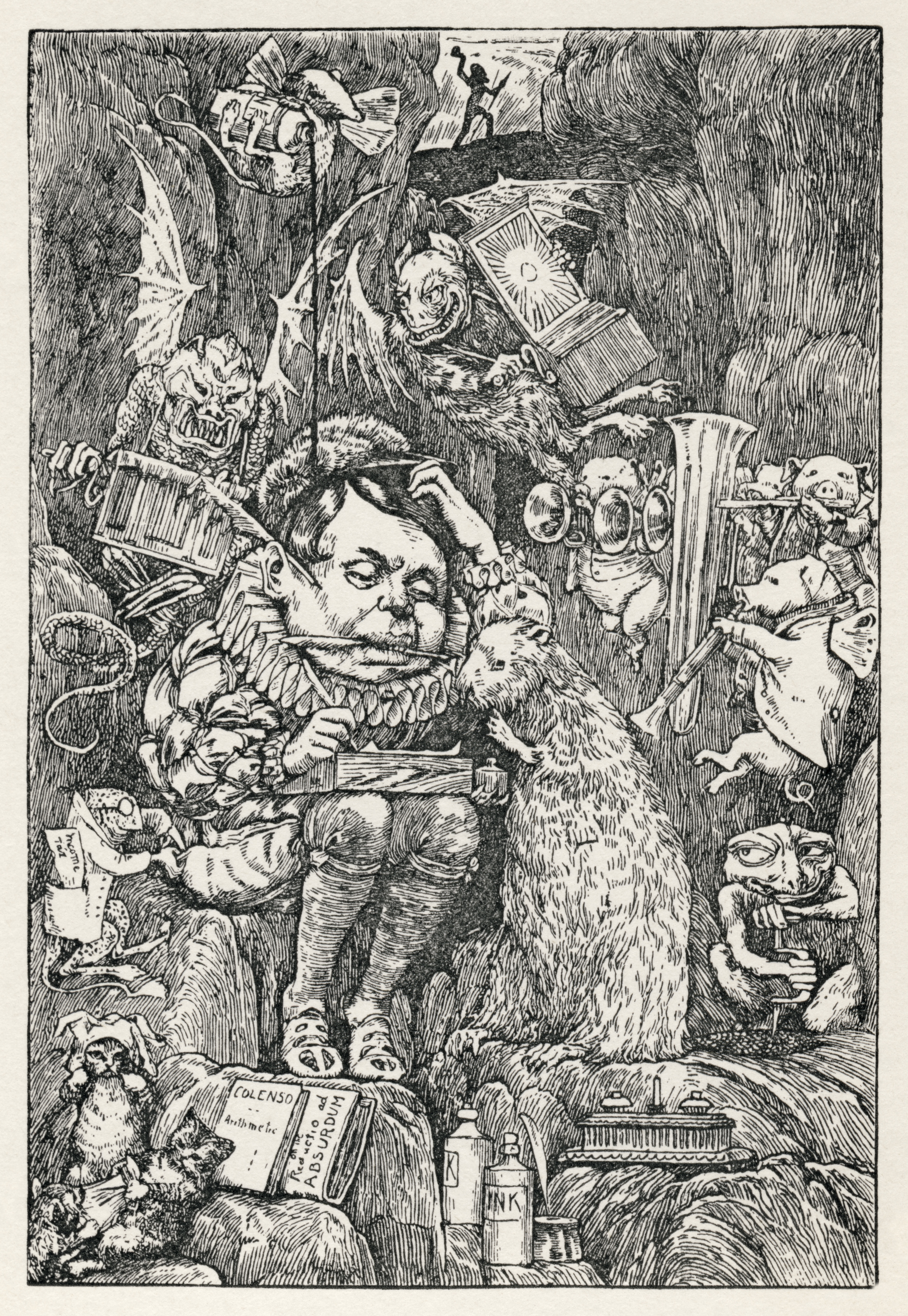
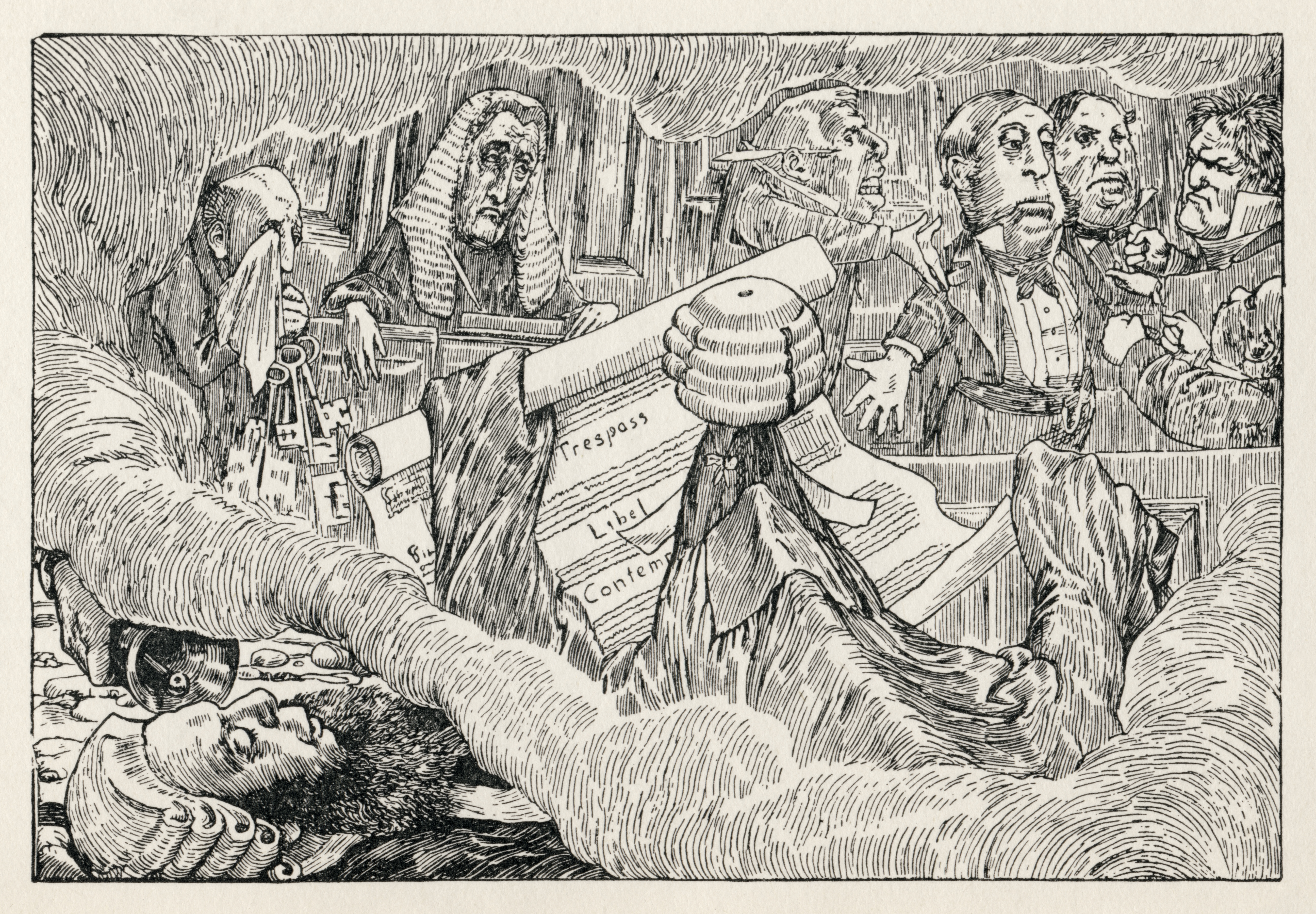
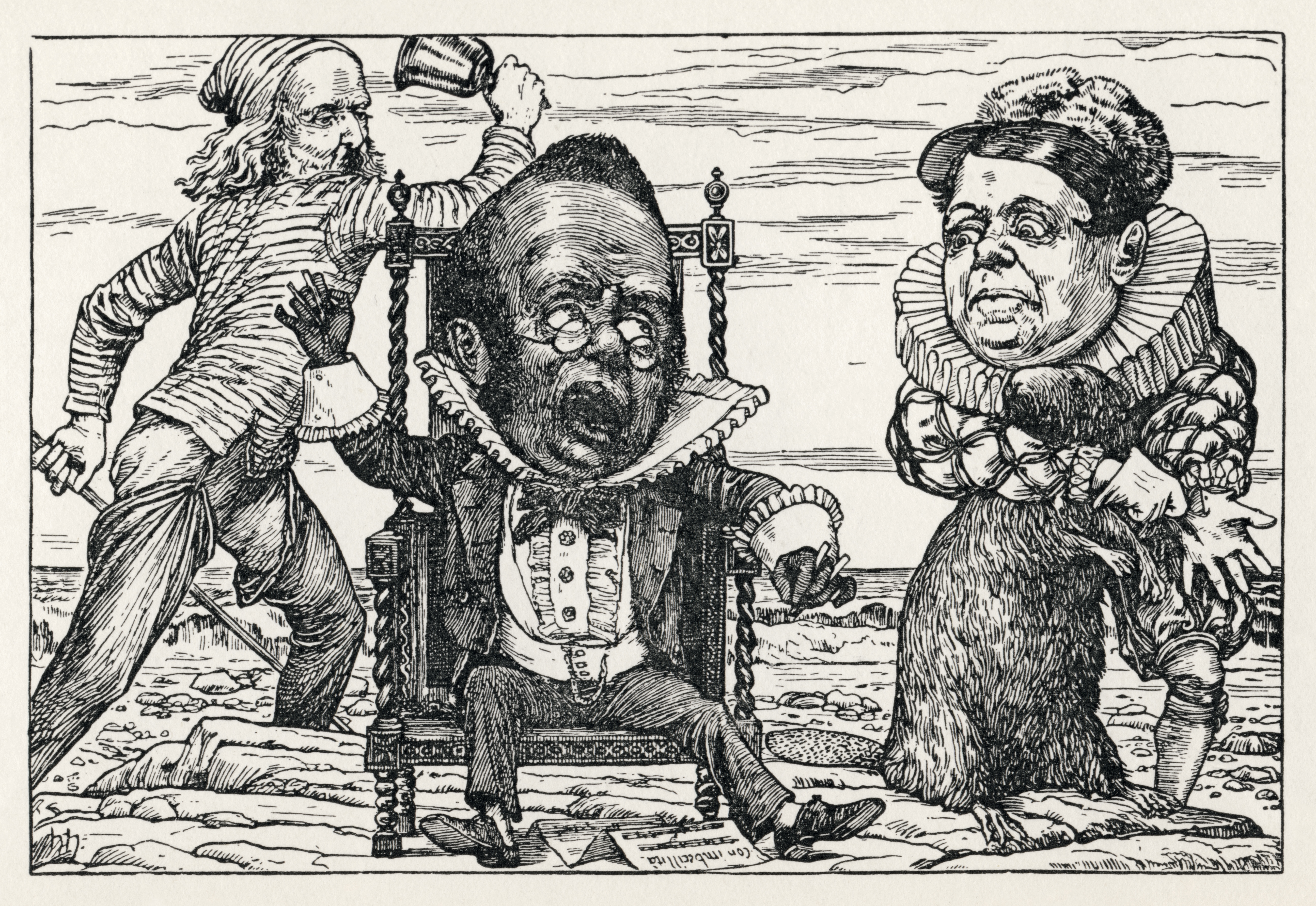
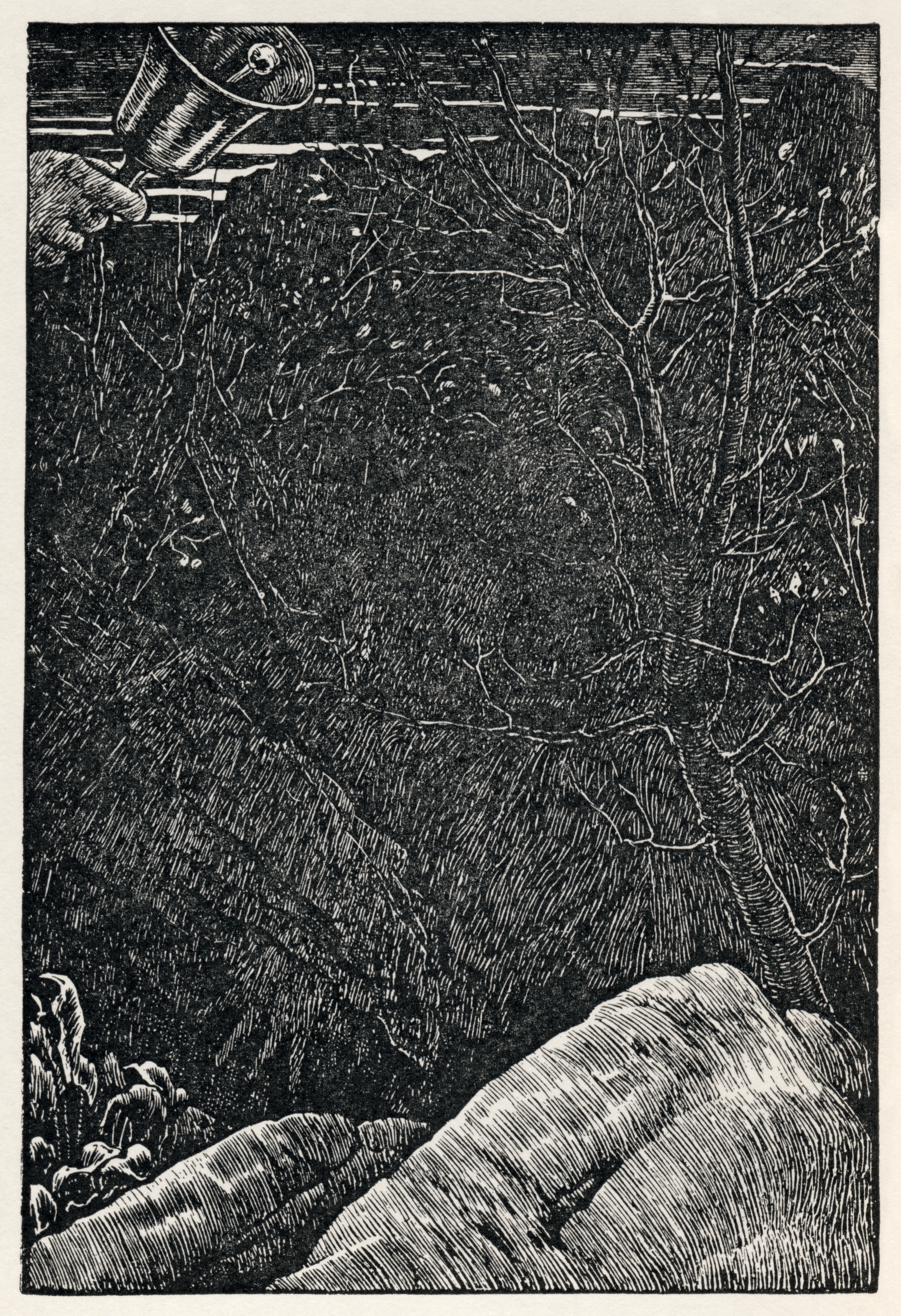